# Степановка (Сумский район)
Степановка (укр. Степанівка) — посёлок, Степановский поселковый совет, Сумский район, Сумская область, Украина.
Является административным центром Степановского поселкового совета, в который, кроме того, входят сёла Глиняное и Головашевка.

## Географическое положение
Степановка находится на берегу реки Сумка (в основном на левом берегу).
Через посёлок протекает река Гуска и несколько пересыхающих ручьёв с запрудами.
На расстоянии до 1 км расположены сёла Глиняное, Белоусовка, Новомихайловка, Закумское и Кононенково.

## История
На территории села обнаружен курган, а на северо-запад и северо-восток от села, возле дороги Сумы — Конотоп, — курганные могильники.
Село Степановка основано в 1670 году.
Являлось центром Степановской волости Сумского уезда Харьковской губернии Российской империи.
В ходе Великой Отечественной войны в 1941—1943 гг. селение было оккупировано немецкими войсками.
Летом 1947 года в Степановке была организована первая футбольная команда.
В 1968 году Степановка получила статус посёлок городского типа.
В 1975 году в посёлке действовали сахарный комбинат, асфальтовый завод и кирпичный завод.
В 1980е годы в состав посёлка было включено село Василевщина.
В январе 1989 года численность населения составляла 5 411 человек.
В июле 1995 года Кабинет министров Украины утвердил решение о приватизации находившихся здесь ПМК № 28 и свеклосовхоза. В октябре 1995 года было утверждено решение о приватизации сахарного комбината.
В 2005 году здесь был построен зерновой элеватор ЗАО "Райз".
На 1 января 2013 года численность населения составляла 5577 человек.

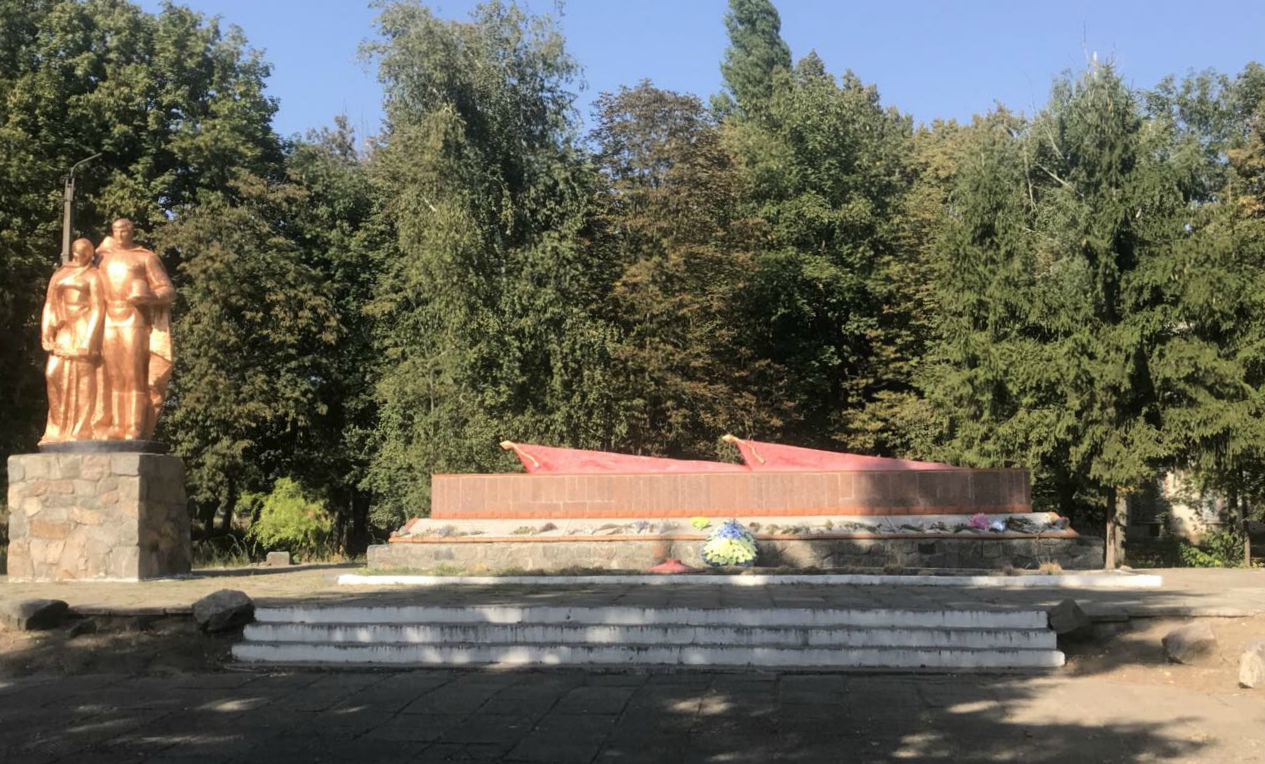
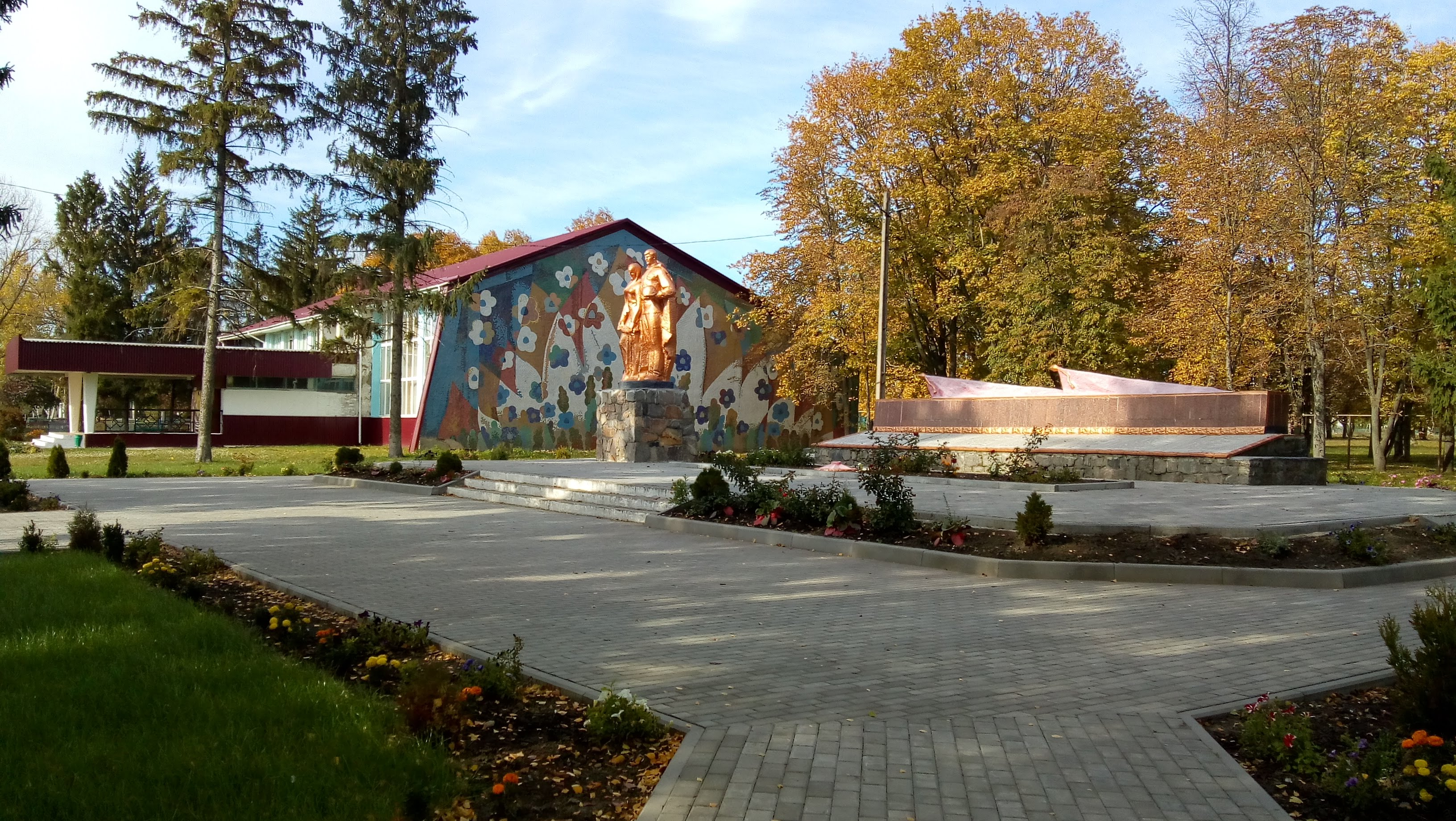
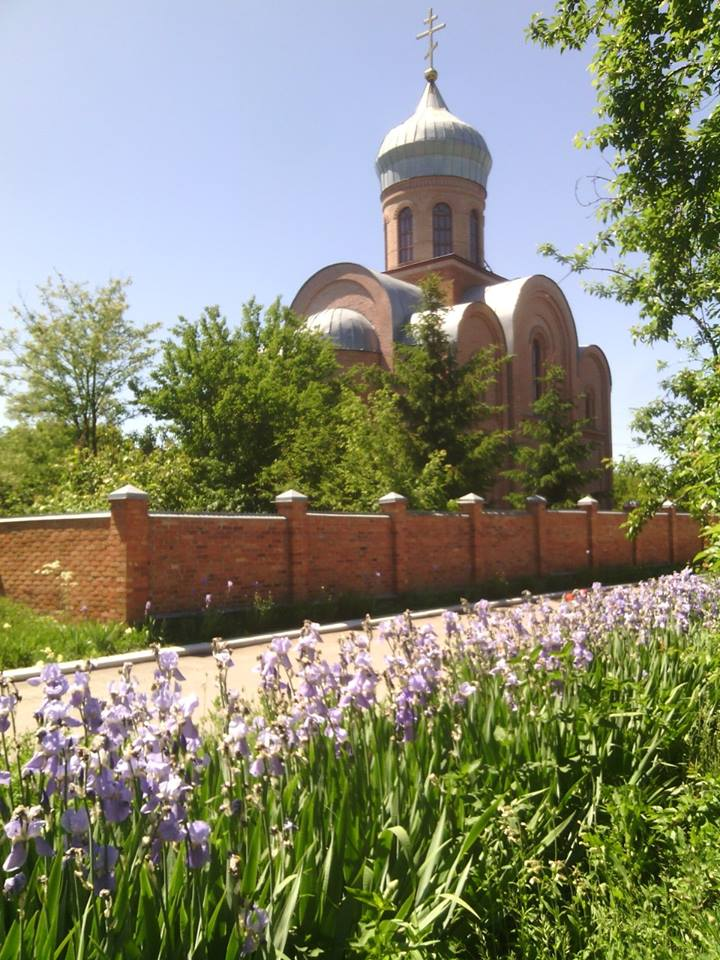

## Экономика
- Молочно-товарная ферма.
- ООО Агрофирма «Владана».
- элеватор ЗАО «Райз»
- ООО «Сумское управление механизации, строительства и автотранспорта».
- ЧП «КВАЗАР-1»[9].

## Транспорт
Через посёлок проходят железная дорога (станции Торопиловка и Платформа 40 км) и автомобильная дорога Р-61.

## Объекты социальной сферы

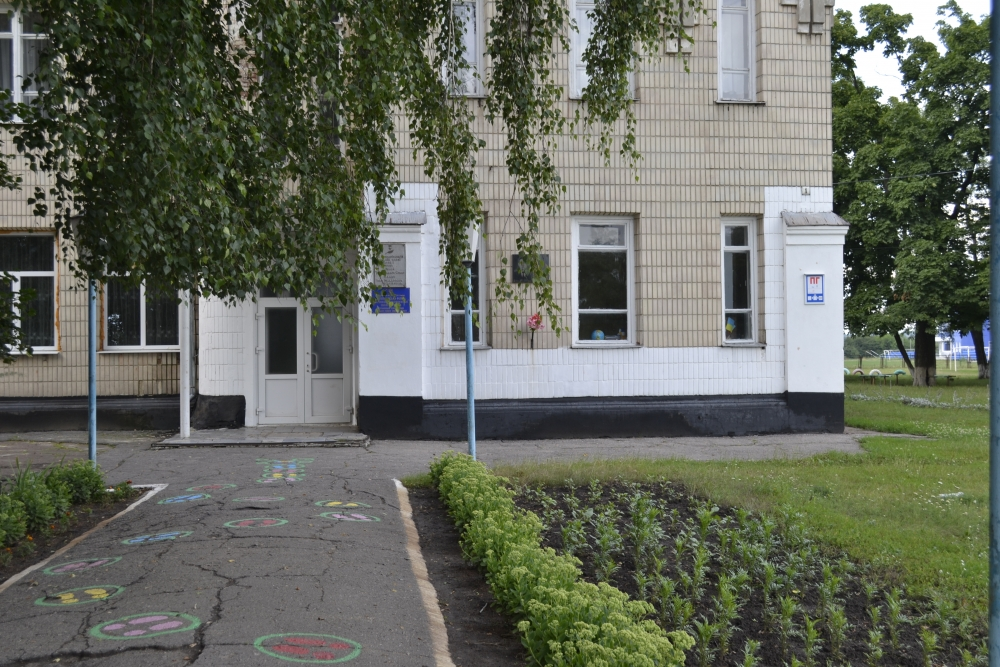
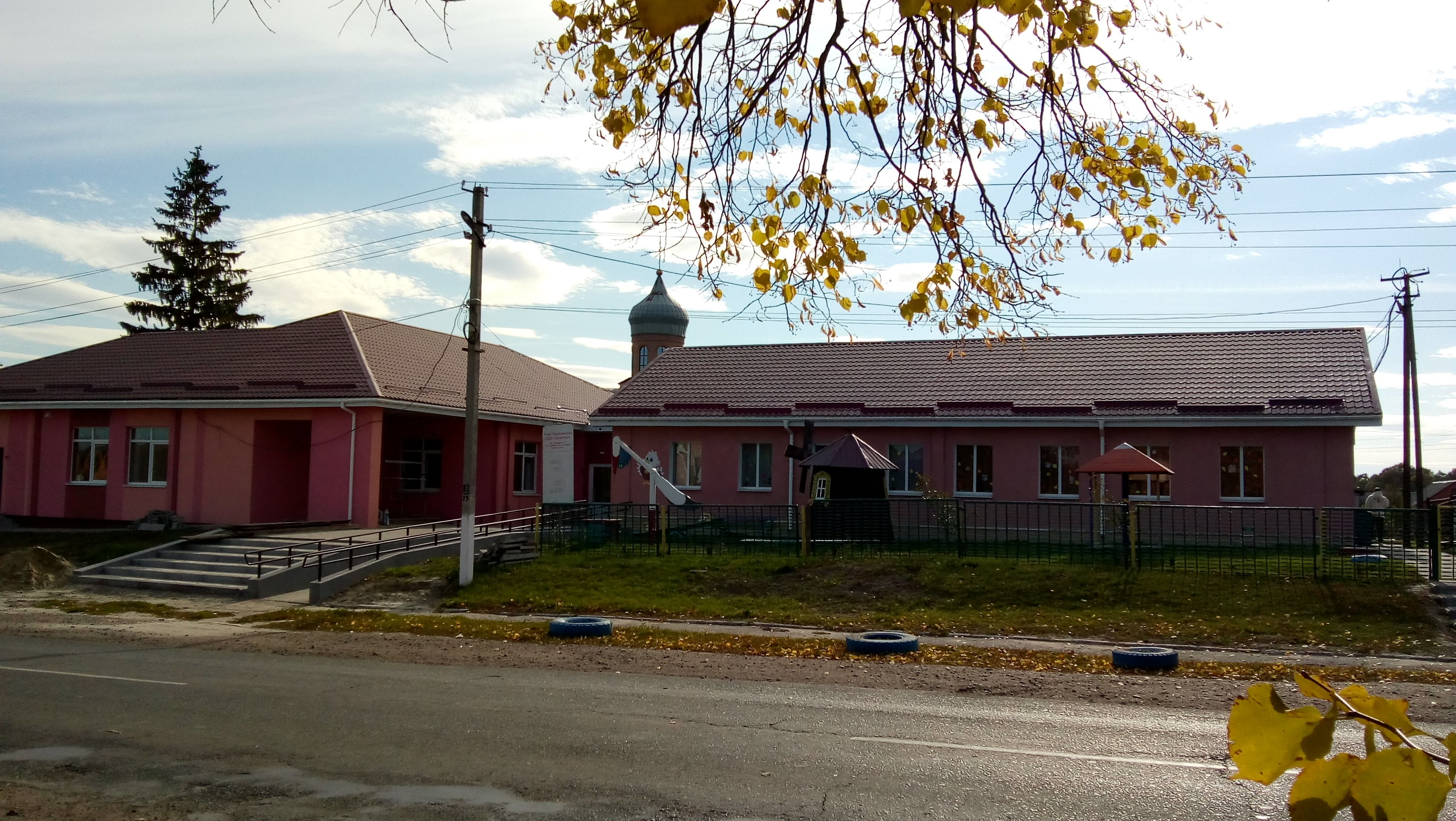
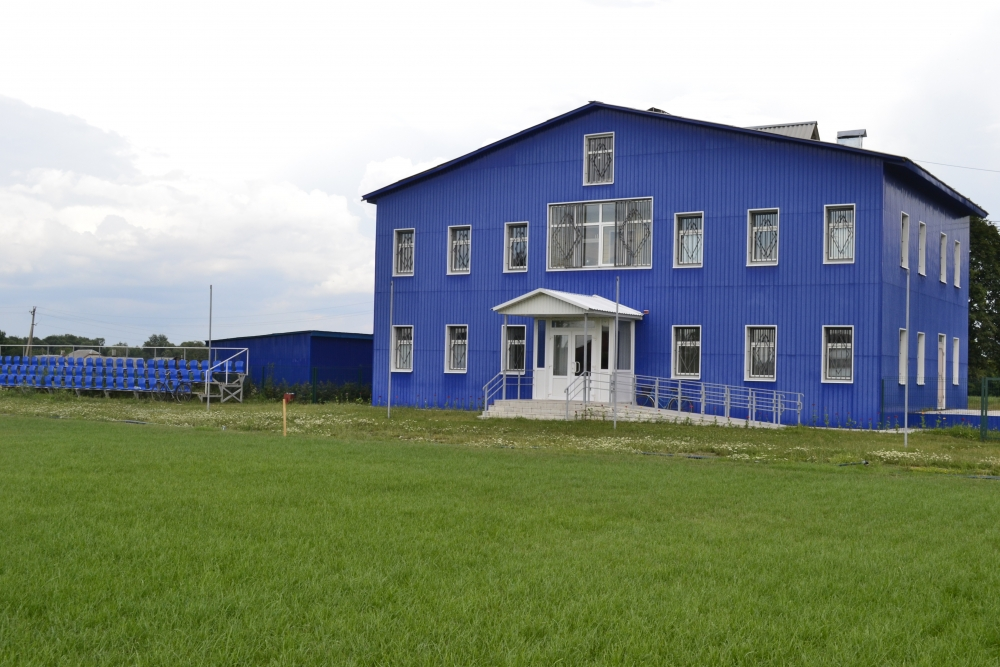
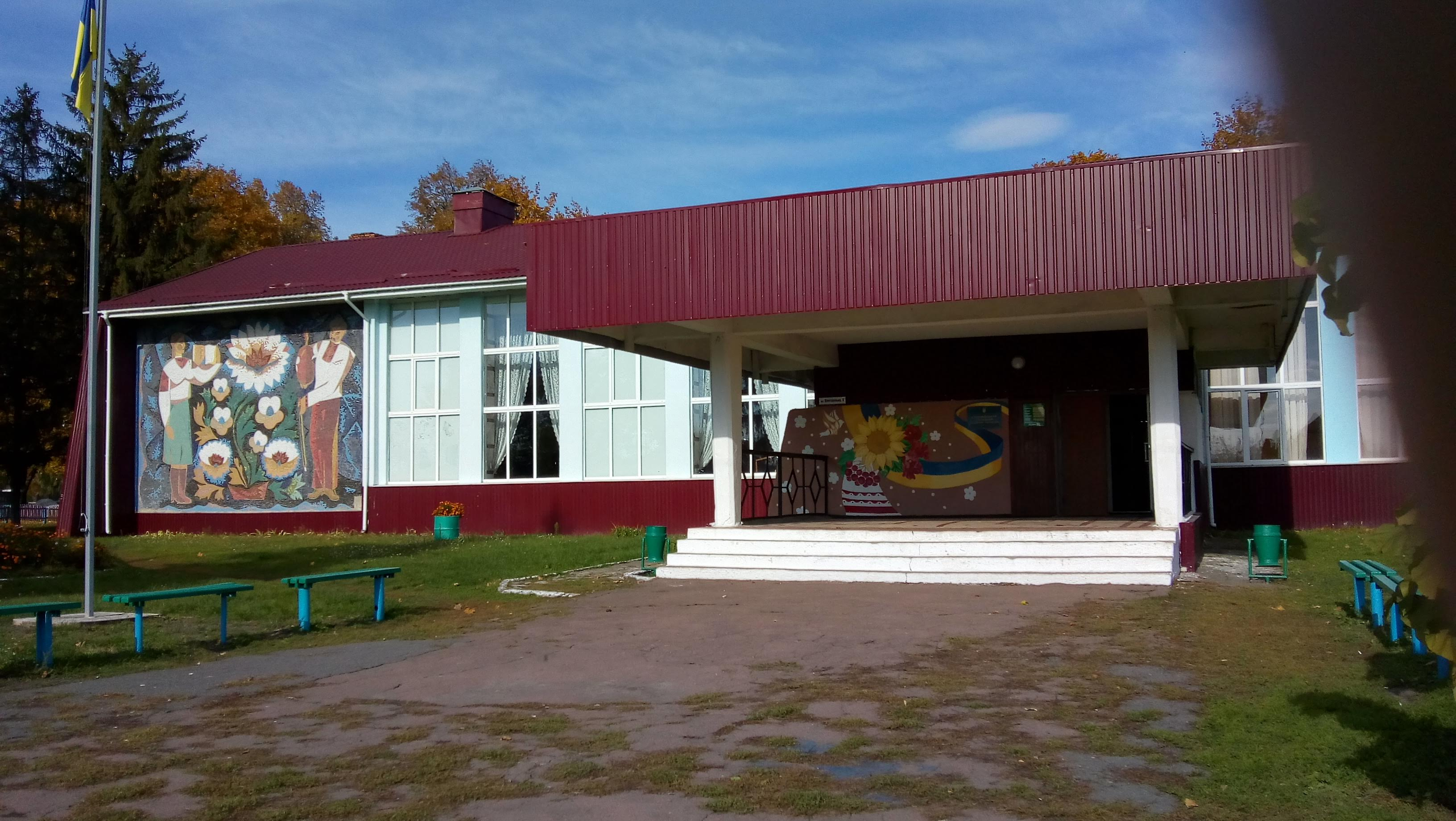

- 2 Школы I—III ст.
- 2 Дома культуры.

## Известные люди
- Гусев Олег Анатольевич (род.1983) — украинский футболист, полузащитник клуба «Динамо» (Киев) и сборной Украины.
- Мацак Иван Макарович (1909—1953) — Герой Советского Союза, родился и похоронен в селе Степановка.
- Пономаренко Николай Степанович (1893—1952) — композитор, педагог, заслуженный деятель искусств Молдавской ССР.